# Here I Am (album de Groundation)
Pour les articles homonymes, voir Here I Am.
Albums de Groundation
Upon the Bridge
(2006) The Gathering of the Elders (2002-2009)
(2011)
Here I Am est le 8e album du groupe de reggae californien Groundation sorti le 23 juin 2009.

## L'album
Here I Am représente pour la musique de Groundation un nouveau tournant. Le côté jazz du groupe est davantage développé que sur les albums précédents. On peut noter l'apparition des premiers leads vocaux féminins de Groundation, exécutés par Kim Pommel et Stephanie Wallace. Sur cet album des elders jamaïcains précédemment invités par Groundation sont présents : Cedric Myton ainsi que The Congos au complet sur Time Come, Pablo Moses...
Here I Am contient également le premier morceau entièrement instrumental du groupe, avec Walk Upright.

## Liste des morceaux
| No  | Titre               | Durée |
| --- | ------------------- | ----- |
| 1.  | Run The Plan        | 7:20  |
| 2.  | Everyone Could Lose | 3:31  |
| 3.  | So Blind            | 4:35  |
| 4.  | Time Come           | 7:30  |
| 5.  | By All Means        | 3:48  |
| 6.  | Blues Away          | 4:54  |
| 7.  | Not So Simple       | 7:20  |
| 8.  | Here I Am           | 5:57  |
| 9.  | You Can Profit      | 6:45  |
| 10. | Beating Heart       | 4:11  |
| 11. | Walk Upright        | 4:49  |
| 12. | Golan To Galilee    | 3:22  |